# بيل أوين
بيل أوين (بالإنجليزية: Bill Owen)‏ (17 سبتمبر 1906 في المملكة المتحدة - 26 مارس 1981) هو لاعب كرة قدم بريطاني (وحمل سابقاً جنسية المملكة المتحدة لبريطانيا العظمى وأيرلندا) في مركز الهجوم. لعب مع ماكليسفيلد تاون ومانشستر يونايتد ونادي إكزتر سيتي ونادي ريدنغ ونيوبورت كونتي ونورثويتش فيكتوريا.